# Marcel Lefebvre

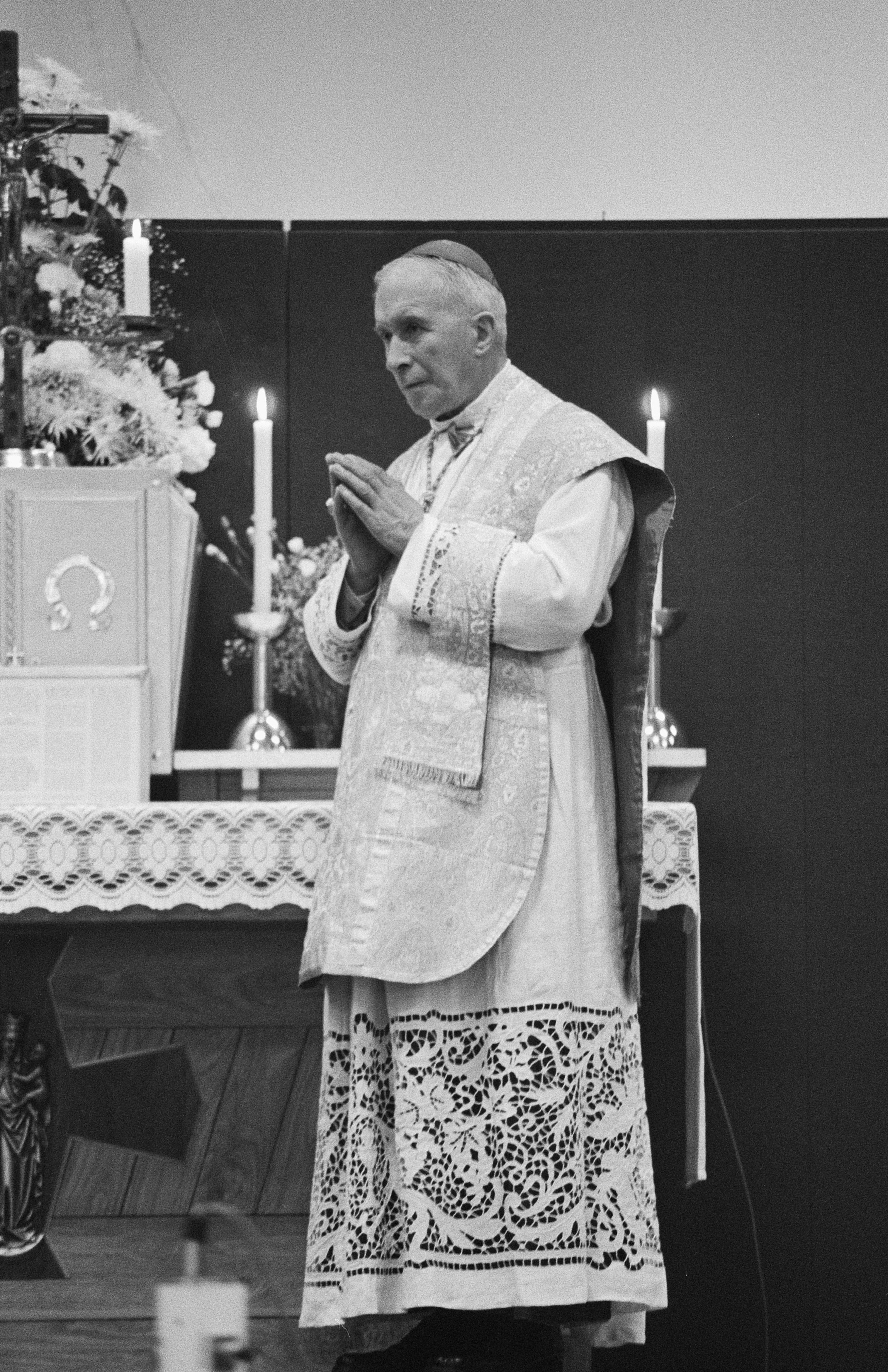
Marcel Lefebvre 1981.

Marcel Lefebvre, född 29 november 1905 i Tourcoing i Franska Flandern, död 25 mars 1991 i Martigny i Schweiz, var en fransk romersk-katolsk ärkebiskop och dissident. Lefebvre hann under sin levnad med att vara missionär, ärkebiskop av Dakar och påvlig legat för fransktalande Afrika, ordensgeneral för Helgeandsfäderna samt grundare och ledare av den traditionalistiskt katolska organisationen Prästbrödraskapet S:t Pius X (SSPX).

## Biografi
Marcel Lefebvre föddes i en from katolsk medelklassfamilj. Av hans sju syskon blev två bröder präster och två systrar nunnor. Hans far, René Lefebvre, dog den 4 mars 1944 i koncentrationslägret Sonnenburg, dit han dömts på grund av verksamhet inom den franska motståndsrörelsen. Marcel Lefebvre gick vid unga år in vid prästseminariet. Då han ansågs begåvad, skickades han av sitt stift till det påvliga franska seminariet vid Santa Chiara i Rom, där han fullföljde sina studier. Abbén Marcel Lefebvre prästvigdes 1929 av sin stiftsbiskop, biskop och sedermera kardinal Achille Liénart för stiftet Lille. Efter ett år som komminister i en arbetarförsamling i Lilles utkant valde den unge sekularprästen att bli ordensman och gick in i den stora franska missionsorden Helgeandsfäderna (franska Pères Spiritains). Han verkade som  missionär i fransktalande Afrika, huvudsakligen i Gabon där han vistades från 1932 till 1946. År 1947 biskopsvigdes han för tjänst i Senegal och utsågs till titulärbiskop samt apostolisk vikarie i Dakar. I Senegal var han även framgångsrik rektor för ett prästseminarium. År 1955 utnämnde påve Pius XII honom till ärkebiskop av Dakar.
I samband med den snabba avkoloniseringen som genomfördes under president Charles de Gaulle avgick han i början av 1962 från ärkebiskopsstolen för att släppa fram inhemska krafter. Från juli samma år till 1968 var han Helgeandsfädernas ordensgeneral. Han avgick som titulärärkebiskop 1969 eller 1970, men fortsatte trots det att kalla sig för ärkebiskop livet ut. Månaderna efter att han hade lämnat Afrika och innan han blivit utsedd till ordensgeneral var han biskop i ett litet stift i Frankrike med säte i Tulle, varför hans sista formella titel var biskop emeritus av Tulle.

### Andra Vatikankonciliet
Åren 1960–1962 deltog Lefebvre i en kommission som förberedde Andra Vatikankonciliet och hjälpte då till att utforma traditionalistiska förslag som konciliet senare inte antog. Under själva konciliet, 1962–1965, var han en av de deltagande konciliefäderna i egenskap av ordensgeneral för Helgeandsfäderna. Han tillhörde konciliets högerflygel vilka samlades i en grupp som kallade sig Coetus Internationalis Patrum. 
Eftersom den reform av kyrkans liturgi som skissades i konciliet var ganska allmänt hållen, markerade respekt för det gamla och uttryckligen skrev att latinet skulle finnas kvar motsatte sig Lefebvre inte konciliets beslut. Däremot blev han mycket upprörd över förslag om omfattade reform av mässan, särskilt över tanken att mässans centrala delar skulle kunna framföras på folkspråk. Han var emot en del av de dokument som konciliet framställde och då särskilt vad gällde religionsfriheten, den kristna ekumeniken och förhållandet till andra religioner. Lefebvre menade redan här att kyrkan höll på att avlägsna sig från sin egen tradition, men tog inte vid denna tid avstånd från konciliet eller dess beslut. Såvitt känt undertecknade han såsom konciliär delegat alla konciliets officiella dokument. Senare dömde han ut dem som "kätterska", "antikristliga" och "sataniska".

### Prästbrödraskapet S:t Pius X
År 1969–1970 kom en ny mässordning, utarbetad av ärkebiskop Annibale Bugnini på Paulus VI:s uppdrag. Den nya mässordningen var, med vissa undantag, obligatorisk vilket ledde till öppen konflikt mellan Lefebvre och påven då Lefebvre ansåg den nya mässan "protestantiserande" och ett starkt brott mot traditionen. Lefebvre förde samman präster och teologistudenter som önskade vara katoliker på traditionellt sätt, det vill säga på samma sätt som före Andra Vatikankonciliet, inklusive den gamla tridentinska liturgin. År 1970 grundade han ett prästseminarium i Ecône i Valais, en fransktalande del av Schweiz, och ur den stiftelse som var ansvarig för seminariet växte Prästbrödraskapet S:t Pius X fram.
Efter bildandet av prästbrödraskapet blev tonläget mellan Lefebvre och hans anhängare å ena sidan och påvestolen å den andra vassare, och han började att kritisera inte bara de brott mot liturgiska regler som förekom på olika håll utan också Andra Vatikankonciliet. Kärnfrågorna var fortfarande liturgin samt religionsfriheten, ekumeniken och relationen till andra religioner, men nu också till den sekulariserade omvärlden. Under åren efter att påvens nya missale offentliggjorts utarbetades en reform av mässan, som Lefebvre skarpt motsatte sig. År 1974 förklarade han att denna liturgiska reform helt måste avvisas av alla som brydde sig om sin själs frälsning. Paulus VI tog emot Lefebvre i privataudiens, men denne vägrade att lyda påven. År 1975 drogs det påvliga godkännandet av Prästbrödraskapet tillbaka och 1976 suspenderade påven Lefebre eftersom denne fortsatte att viga präster utan att ha tillstånd för det.
Under påve Johannes Paulus II sökte Rom och Lefebvre vid flera tillfällen försoning, bland annat i slutet av 1978 och i början av 1979.
År 1988 kom förhandlingar till stånd, sedan ärkebiskop Lefebvre till följd av sin höga ålder meddelat sin avsikt att för den händelse tilliten till Rom inte kunnat återställas viga egna biskopar i syfte att säkerställa prästvigningen inom sitt prästbrödraskap. Kardinal Joseph Ratzinger, senare påve under namnet Benedikt XVI, ledde förhandlingarna. Efter att först ha undertecknat en överenskommelse i maj månad drog ärkebiskop Lefebvre tillbaka sin namnteckning. Lefebvres försök att närma sig Rom omintetgjordes av delar av Prästbrödraskapet som var mer radikala än vad han själv var.
De planerade biskopsvigningarna ägde rum den 30 juni 1988, och Bernard Fellay, Bernard Tissier de Mallerais, Richard Williamson och Alfonso de Galarreta biskopsvigdes mot påvens uttryckliga vilja inför ett stort pressuppbåd. Samtidigt påminde ärkebiskop Lefebvre de nyvigda när den saken åter blev möjlig, måste de "lägga sitt ämbete i påvens händer". Katolska kyrkan betraktade biskopsvigningarna som giltiga, men kyrkorättsligt olagliga då en biskop inte får konsekrera biskopar utan påvestolens tillstånd varför Lefebvre, hans medkonsekrator biskop Antônio de Castro Mayer samt de fyra nyvigda biskoparna fick meddelande per brev från kardinal Bernardin Gantin att de hade exkommunicerats latae sententiae.
Johannes Paulus II förklarade exkommuniceringarna och dess skäl i sin motu proprio Ecclesia Dei av den 2 juli 1988, som bland annat kommenterade att Lefebvres biskopsvigningar föregåtts av en varning. Genom att påven i skrivelsen förklarade de olovliga biskopsvigningarna vara en schismatisk handling blev även Prästbrödraskapet allmänt betraktat som schismatiskt, en bild som senare komplicerats. Påven betonade i Ecclesia Dei Andra Vatikankonciliets giltighet. I skriften meddelades även beslut att tillåta den äldre tridentiska riten, vilket fick delar av den traditionalistiska katolska rörelsen, både inom Piusbrödraskapet och utanför, att återförena sig med Rom.